# Миомир Нешић
Миомир Нешић ( Горичани, 1950) српски је песник, сликар и педагошки радник. 

## Биографија
Завршио је Вишу педагошку школу у Београду и дипломирао историју уметности на Филозофском факултету. Већи део радног века провео је као наставник ликовне уметности у школама у Свилајнцу, паралелно градећи значајан углед на књижевној сцени и у ликовним круговима. 
Објавио је дванаест збирки поезије и одржао преко тридесет самосталних изложби слика. 
Члан је Удружења књижевника Србије и Удружења ликовних уметника Србије. Нешићев допринос култури препознат је бројним наградама, међу којима се издвајају „Вукова награда“ (2023)   и више престижних песничких признања, као и „Златна значка“ Културно-просветне заједнице Србије (2021).

## Дела
Објављене збирке поезије Миомира Нешића:
- Игра предсказања (Београд, 1974) – прва збирка, награђена похвалом на конкурсу Радничког универзитета „Ђуро Салај“.
- Пољупци сна (Београд, 1978) – лирика маштовитих слика љубави и снова.
- Песме (Београд, 1982) – збирка из студентских дана, класична лирика.
- Кућа од хартије (Свилајнац, 1992) – награђена првом наградом Радничког универзитета „Ђуро Салај“ још 1976. за необјављени рукопис; интроспективна поезија.
- У камену сан (Свилајнац, 1994) – мотив сна у чврстини камена, спој материјалног и духовног; критика је истакла лепоту и животност њених песама.
- Будим земљу (Београд, 1998) – родољубиво-рефлексивна збирка; пробудити земљу значи пробудити народни дух.
- Глас у граду (Јагодина, 1998) – урбани мотиви и глас савести у савременом свету; за ову књигу добио је награду „Душан Срезојевић“ за најбољу књигу 1999. године.
- Вечерас (Ивањица, 2002) – збирка интимистичких тонова, лирски тренуци једне вечери.
- Започни игру (Јагодина, 2009) – позив на игру као метафору живота и стварања, повратак мотивима првенацa.
- Изабране песме (Јагодина, 2012) – избор најбољих Нешићевих песама, са критичким освртима.
- Пут ка исходу (Јагодина, 2018) – филозофско промишљање животног пута и исходишта, зрео песнички глас.
- У ишчекивању (Свилајнац, 2021) – најновија збирка, прожета мотивима наде и ишчекивања бољег сутра.